# هریتی برناردینو
هریتی (تاکینا) برناردینو (فرانسوی: Hereiti (Takina) Bernardino‎؛ زادهٔ ۲۱ مهٔ ۱۹۹۳) ورزشکار دو و میدانی اهل پلی‌نزی فرانسه است که در مسابقات جهانی دو و میدانی ۲۰۱۳ مسکو در رشته ۱۰۰ متر و مسابقات قهرمانی ۲۰۱۷ لندن به رقابت پرداخت. وی رکورددار ۴۰۰ متر زنان پلی‌نزی فرانسه می‌باشد.